# Мстышин
Мстышин (укр. Мстишин) — село в Боратинской сельской общине Луцкого района Волынской области Украины.
Код КОАТУУ — 0722885105. Население по состоянию на 01.01.2024 года составляло 252 человека. Население по переписи 2001 года составляло 273 человека. Почтовый индекс — 45662. Телефонный код — 332. Занимает площадь 0,62 км².